# PGC 5085
LEDA/PGC 5085, auch UGC 934, ist eine Spiralgalaxie mit aktivem Galaxienkern im Sternbild Fische auf der Ekliptik. Sie ist schätzungsweise 474 Millionen Lichtjahre von der Milchstraße entfernt und hat einen Durchmesser von etwa 285.000 Lichtjahren. Gemeinsam mit PGC 212740 bildet sie das gebundene Galaxienpaar Arp 70.
Halton Arp gliederte seinen Katalog ungewöhnlicher Galaxien nach rein morphologischen Kriterien in Gruppen. Diese Galaxie gehört zu der Klasse Spiralgalaxien mit einem kleinen Begleiter hoher Flächenhelligkeit auf einem Arm (Arp-Katalog).
Im selben Himmelsareal befinden sich unter anderem die Galaxien PGC 1913008, PGC 1914108, PGC 1915377, PGC 1924446.

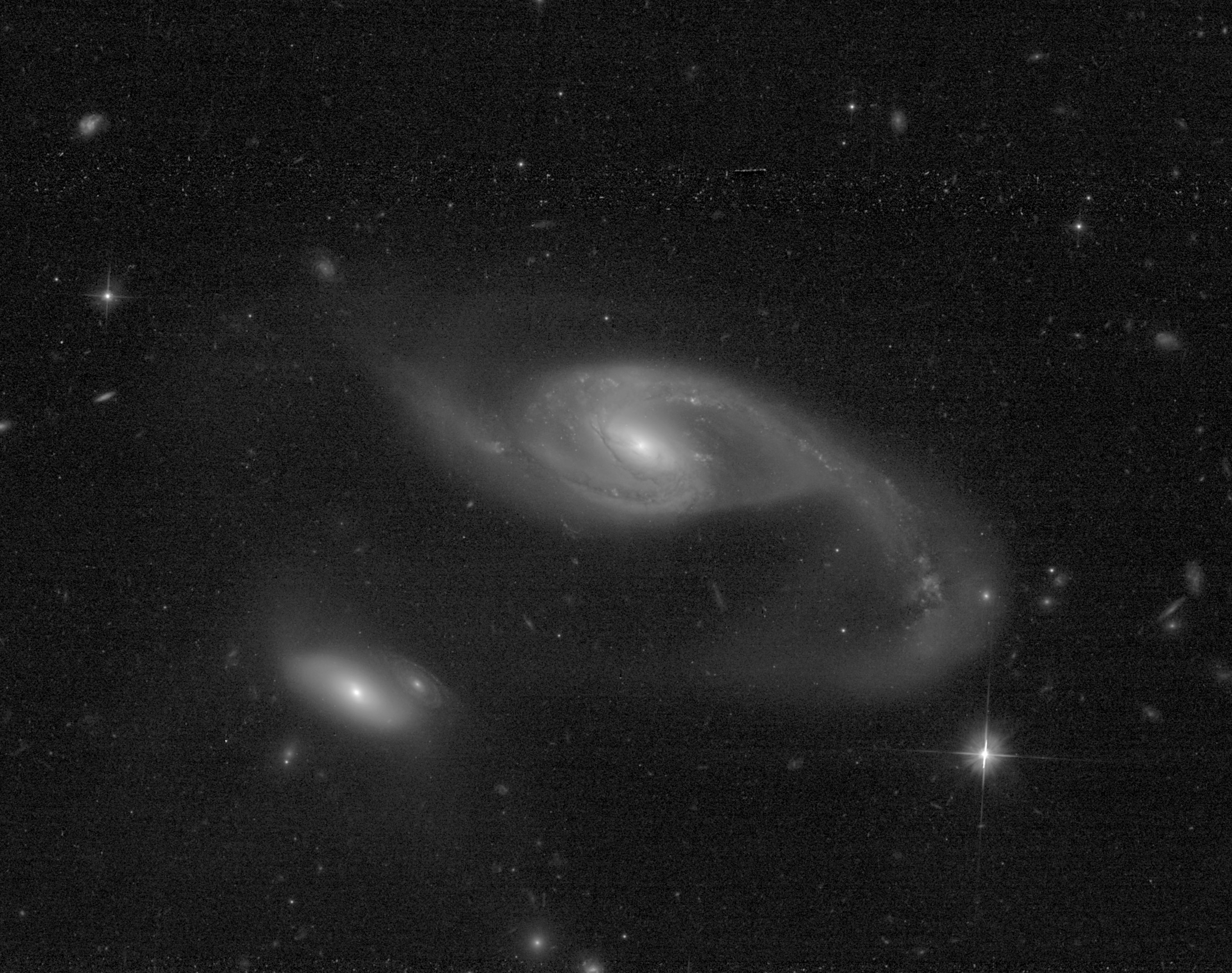
Aufnahme mithilfe des Hubble-Weltraumteleskops